# Christopher Reinhardt
Christopher Reinhardt (Bergisch Gladbach, 3 de julio de 1997) es un deportista alemán que compite en remo.
Ganó una medalla de oro en el Campeonato Mundial de Remo de 2019 y una medalla de oro en el Campeonato Europeo de Remo de 2019, ambas en la prueba de ocho con timonel.

## Palmarés internacional
| Campeonato Mundial | Campeonato Mundial   | Campeonato Mundial | Campeonato Mundial |
| Año                | Lugar                | Medalla            | Prueba             |
| ------------------ | -------------------- | ------------------ | ------------------ |
| 2019               | Ottensheim (Austria) | Medalla de oro     | Ocho con timonel   |
| Campeonato Europeo |                      |                    |                    |
| Año                | Lugar                | Medalla            | Prueba             |
| 2019               | Lucerna (Suiza)      | Medalla de oro     | Ocho con timonel   |